# 비드고슈치 이그나치 얀 파데레프스키 국제공항

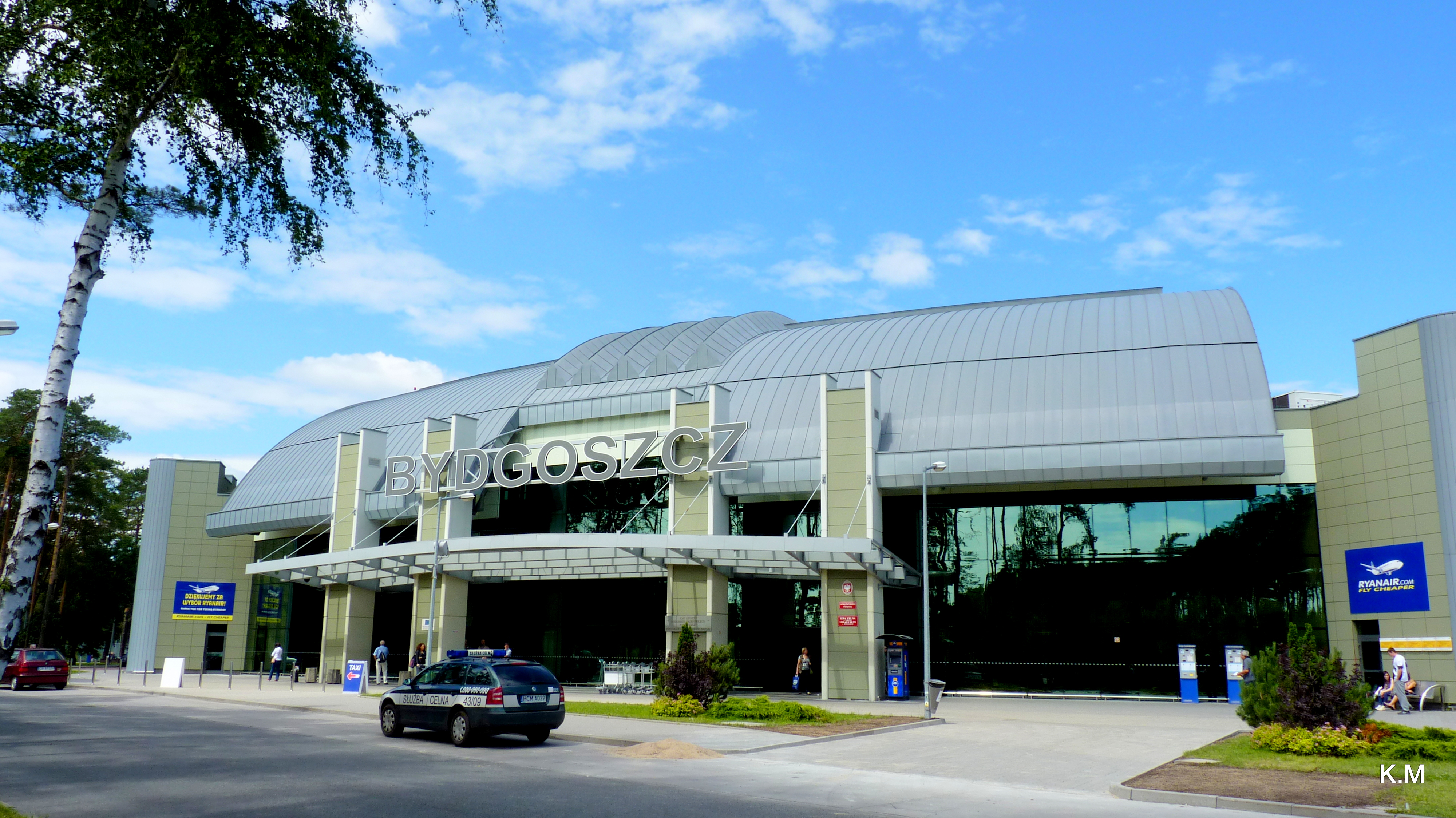
비드고슈치 이그나치 얀 파데레프스키 국제공항 외관

비드고슈치 이그나치 얀 파데레프스키 국제공항(폴란드어: Międzynarodowy Port Lotniczy im. Ignacego Jana Paderewskiego Bydgoszcz, IATA: BZG, ICAO: EPBY)는 폴란드 쿠야비포모제주 비드고슈치의 공항이다. 비드고슈치 중심에서 불과 3.5 km (2.2 mi)에 떨어져 있다.